# Жарко Обрачевић
Жарко Обрачевић (1947.) је новинар и спикер Радио Београда у пензији. Обрачевић је познат по својој боји гласа у емитовању радио програма. Добитник је награде за лепоту говора и награде Златни микрофон од стране медијске куће РТС.

## Биографија
Обрачевић је по струци дипломирани инжењер рударства. Као студент је почео да ради у радијском програму и прве емисије су му биле Новости дана, Дневник, Радиоскоп. Био је спикер многих документарних емисија на Јавном сервису Србије.
Први је објавио вест о смрти Јосипа Броза Тита у радијском емитовању 4. маја 1980. године.